# Ricardo Álvarez Puig
Ricardo Álvarez Puig (n. Vigo, Pontevedra, España, 11 de septiembre de 1984) es un 
exfutbolista español.
Juega de defensa y su último club fue  el Girona FC de la Segunda División de España.

## Trayectoria
| Temporada | Club                               | División  | Partidos | Goles |
| --------- | ---------------------------------- | --------- | -------- | ----- |
| 2003-2004 | Real Club Celta de Vigo B · España | Segunda B | 27       | 1     |
| 2004-2005 | Real Club Celta de Vigo B · España | Segunda B | 31       | 3     |
| 2005-2006 | Real Club Celta de Vigo B · España | Segunda B | 35       | 5     |
| 2006-2007 | Real Club Celta de Vigo B · España | Segunda B | 26       | 3     |
| 2007-2008 | Real Club Celta de Vigo B · España | Segunda B | 31       | 2     |
| 2007-2008 | Real Club Celta de Vigo · España   | Segunda   | 1        | 0     |
| 2008-2009 | Real Club Celta de Vigo B · España | Segunda B | 8        | 1     |
| 2009-2010 | Córdoba Club de Fútbol · España    | Segunda   | 14       | 0     |
| 2010-2011 | Córdoba Club de Fútbol · España    | Segunda   | 35       | 2     |
| 2011-2012 | Girona Fútbol Club · España        | Segunda   | 11       | 0     |
| 2012-2013 | Girona Fútbol Club · España        | Segunda   | 24       | 2     |
| 2013-2014 | Girona Fútbol Club · España        | Segunda   | 37       | 0     |
| 2014-2015 | Girona Fútbol Club · España        | Segunda   | 41       | 4     |
| 2015-2016 | Girona Fútbol Club · España        | Segunda   | 20       | 0     |
| 2016-2017 | Girona Fútbol Club · España        | Segunda   | 1        | 0     |